# PHASES
PHASES(페이시스)는 2009년 미국 캘리포니아주 로스앤젤레스에서 결성된 인디 팝 밴드이다. JJAMZ("주잼즈"라고 읽음)는 이전 밴드 이름이다.

## 음반 목록
- Suicide Pact (2012)